# Förbundsdagsvalet i Västtyskland 1980
Förbundsdagsvalet i Västtyskland 1980 ägde rum den 5 oktober 1980, och den socialliberala koalitionen med SPD och FDP under förbundskansler Helmut Schmidt återvaldes. CDU/CSU utmanade med sin kandidat Franz Josef Strauss.
För första gången ställde Die Grünen upp i ett förbundsdagsval.

## Resultat
|  |

|  |

|  |

|  |

|  |

|  |

|  |

|  |

|  |

|  |

|  |

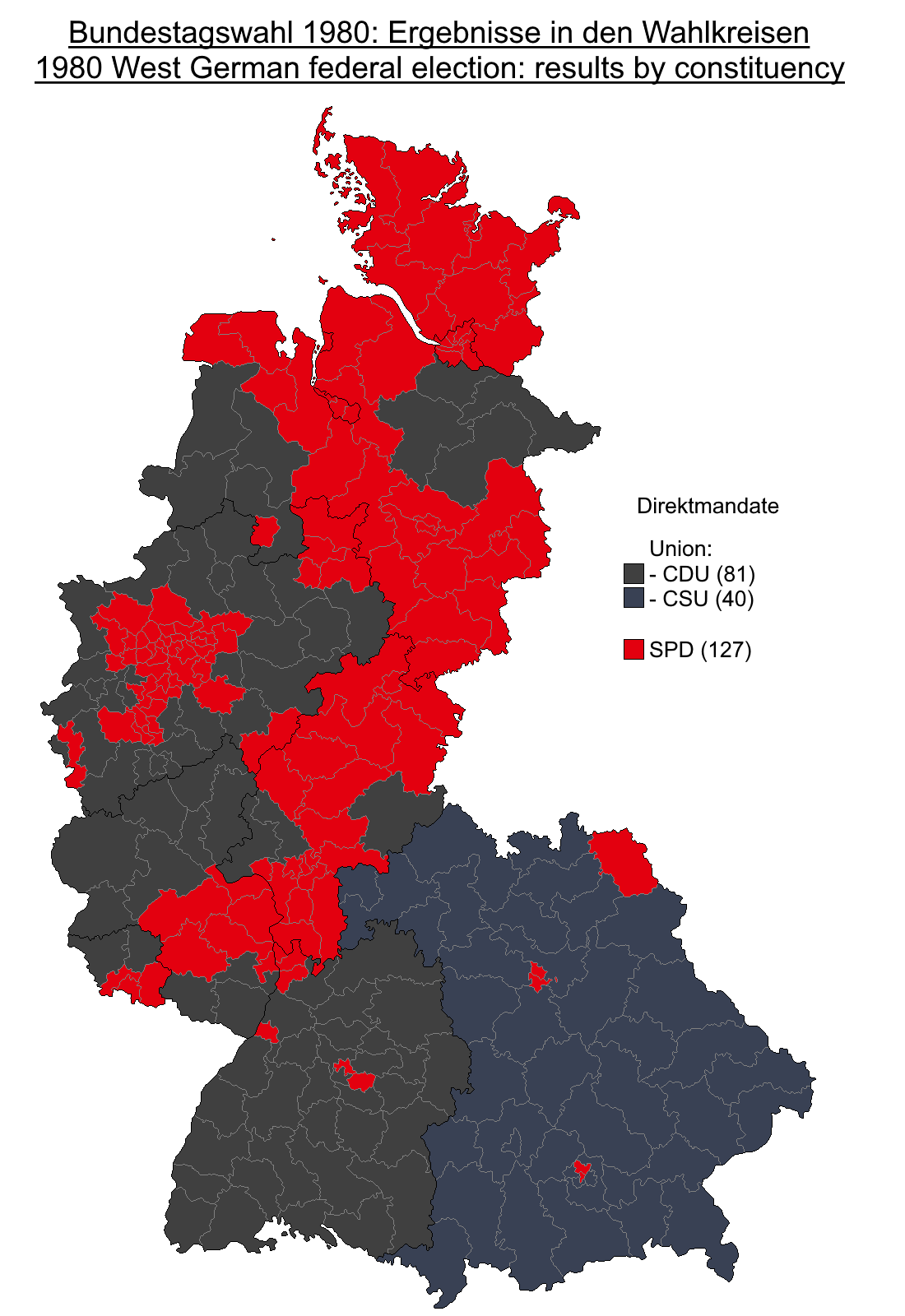
Valkretsresultat för förstarösterna

övre tal = antal platser i förbundsdagen ; nedre tal = antal röster ;  i fetstil står regeringspartierna